# 지현준
지현준(1978년 1월 16일 ~ )은 대한민국의 배우, 영화 감독, 각본가이다.

## 학력
- 1997년 동아방송대학 중퇴
- 2001년 ~ 2003년 한국방송통신대학교 미디어영상학과 학사

## 병역
- 1997년 ~ 1999년 대한민국 육군 병장 전역

## 경력
- 2003년 KBS PD
- 2003년 ~ 2013년 극단 연희단 거리패 단원

## 출연

### 방송

#### 드라마
- 2016년 SBS 《원티드》 - 박영식 역
- 2020년 SBS 《하이에나》 - 하찬호 역
- 2020년 MBC 《나를 사랑한 스파이》 - 장두봉 역
- 2021년 넷플릭스 《킹덤: 아신전》 (웹 드라마) - 동첨절제사 역
- 2022년 SBS 《소방서 옆 경찰서》 - 김형 역
- 2024년 Disney+ 《삼식이 삼촌》 - 차태민 역

#### 예능
- 2011년 SBS 《기적의 오디션》 - 참가자 (2011.07.15~2011.09.23)

#### 오디오
- 2019년 네이버 오디오클립 《끝나지 않은 무서운 이야기》 (웹 오디오) - 낭독 (2019.01.03)
- 2019년 네이버 오디오클립 《삶이 너에게 해답을 가져다줄 것이다》 (웹 오디오) - 낭독 (2019.02.22)
- 2019년 네이버 오디오클립 《치킨에 다리가 하나여도 웃을 수 있다면》 (웹 오디오) - 낭독 (2019.04.10)
- 2019년 네이버 오디오클립 《제10회 젊은 작가상 수상 작품집》 (웹 오디오) - 낭독 (2019.05.22)
- 2019년 네이버 오디오클립 《지현준이 읽는 이광수의 무명》 (웹 오디오) - 낭독 (2019.07.23)
- 2019년 네이버 오디오클립 《우럭 한 점 우주의 맛》 (웹 오디오) - 낭독 (2019.12.11)
- 2020년 네이버 오디오클립 《폭풍의 언덕》 (웹 오디오) - 낭독 (2020.03.24)
- 2020년 네이버 오디오클립 《빛의 제국》 (웹 오디오) - 낭독 (2020.05.06)
- 2021년 네이버 오디오클립 《지현준이 읽는 위다푸의 침륜》 (웹 오디오) - 낭독 (2021.07.14)

### 영화
- 2003년 《오구》 - 문상객 역
- 2006년 《모노폴리》 - 섹시남 역
- 2007년 《청계천의 개》 (독립 영화) - 경찰 역
- 2008년 《크리스마스를 베다 2》 (단편 영화) - 현준 역
- 2016년 《고산자, 대동여지도》 - 종사관 역
- 2016년 《판도라》 - 재혁 형 역
- 2020년 《남산의 부장들》 - 함대용 역
- 2020년 《다만 악에서 구하소서》 - 춘성 요원 1 역
- 2022년 《야차》 - 뿔테 안경 역
- 2024년 《무파사: 라이온 킹》 - 키로스 역 (더빙)

### 공연

#### 연극
- 2003년 《갈매기》 - 뜨레플레프 역 (2003.04.04~2003.04.13)
- 2003년 《사랑에 속고 돈에 울고》 - 악사 / 철수 / 광호 / 월초 / 광대 역 (2003.04.19)
- 2003년 《시골 선비 조남명》 - 대신 / 망나니 역 (2003.08.16~2003.08.18)
- 2003년 《햄릿》 - 햄릿 역 (2003.10.08~2003.10.11)
- 2003년 《옥단어》 - 거지 역 (2003.12.13~2003.12.20)
- 2004년 《햄릿》 - 햄릿 역 (2004.01.10)
- 2004년 《곡예사의 첫사랑》 - 악사 / 형사 역 (2004.08.10~2004.08.29)
- 2004년 《곡예사의 첫사랑》 - 악사 / 형사 역 (2004.09.08~2004.09.29)
- 2004년 《초혼》 - 악사 / 석중 역 (2004.10.09~2004.10.15)
- 2004년 《꿈》 - K 역 (2004.12.10~2004.12.19)
- 2005년 《떼도적》 - 슈팡겔러 / 코러스 역 (2005.04.29~2005.05.08)
- 2005년 《떼도적》 - 슈팡겔러 / 코러스 역 (2005.06.12)
- 2005년 《떼도적》 - 슈팡겔러 / 코러스 역 (2005.07.01~2005.07.02)
- 2005년 《메데이아 콤플렉스》 - 이아손 역 (2005.07.09~2005.07.24)
- 2005년 《햄릿》 - 햄릿 역 (2005.09.06~2005.09.29)
- 2005년 《고양이 늪》 - 카싸지 역 (2005.11.01~2005.11.13)
- 2006년 《격정만리》 - 홍종민 역 (2006.04.01~2006.04.16)
- 2006년 《서푼짜리 오페라》 - 매키 역 (2006.11.15~2006.12.03)
- 2007년 《라인》 - 플레밍 / 돌란 역 (2007.04.20~2007.06.03)
- 2009년 《한국 사람들》 - 벨레르 역
- 2009년 《빈티지 유니버스》 - BAT 역 (2009.09.01~2009.09.25)
- 2009년 《빈티지 유니버스》 - BAT 역 (2009.10.06~2009.10.25)
- 2009년 《베니스의 상인》 - 로렌조 역 (2009.12.11~2010.01.03)
- 2010년 《햄릿》 - 햄릿 역 (2010.04.13~2010.04.18)
- 2010년 《햄릿》 - 햄릿 역 (2010.04.23)
- 2010년 《갈매기》 - 트리고린 역 (2010.07.09~2010.07.21)
- 2010년 《햄릿》 - 햄릿 역 (2010.10.01~2010.10.03)
- 2010년 《악령》 - 스타브로긴 역 (2010.11.08~2010.11.10)
- 2011년 《아미시 프로젝트》 - 에디 역 (2011.03.05~2011.04.10)
- 2012년 《여섯 주 여섯 번의 댄스레슨》 - 마이클 역 (2012.07.24~2012.09.02)
- 2012년 《여섯 주 여섯 번의 댄스레슨》 - 마이클 역 (2012.09.08~2012.09.09)
- 2012년 《여섯 주 여섯 번의 댄스레슨》 - 마이클 역 (2012.10.13~2012.10.14)
- 2012년 《여섯 주 여섯 번의 댄스레슨》 - 마이클 역 (2012.10.20~2012.10.21)
- 2012년 《여섯 주 여섯 번의 댄스레슨》 - 마이클 역 (2012.10.26~2012.10.27)
- 2012년 《여섯 주 여섯 번의 댄스레슨》 - 마이클 역 (2012.11.03~2012.11.04)
- 2012년 《여섯 주 여섯 번의 댄스레슨》 - 마이클 역 (2012.11.24~2012.11.25)
- 2013년 《나는 나의 아내다》 - 샬롯 역 (2013.05.28~2013.06.29)
- 2013년 《단테의 신곡》 - 단테 역 (2013.11.02~2013.11.09)
- 2013년 《스테디 레인》 - 조이 역 (2013.12.21~2014.01.29)
- 2014년 《에쿠우스》 - 알런 역 (2014.03.14~2014.05.17)
- 2014년 《길 떠나는 가족》 - 이중섭 역 (2014.06.24~2014.07.13)
- 2014년 《단테의 신곡》 - 단테 역 (2014.10.31~2014.11.08)
- 2014년 《나는 나의 아내다》 - 샬롯 역 (2014.12.02~2014.12.27)
- 2015년 《시련》 - 존 프락터 역 (2015.12.02~2015.12.28)
- 2016년 《빛의 제국》 - 김기영 역 (2016.03.04~2016.03.27)
- 2016년 《지구를 지켜라》 - 강만식 역 (2016.04.09~2016.05.29)
- 2017년 《비너스 인 퍼》 - 토마스 역 (2017.07.25~2017.08.27)
- 2018년 《아마데우스》 - 안토니오 살리에리 역 (2018.02.27~2018.04.29)
- 2019년 《사랑의 끝》 - 남자 역 (2019.09.07~2019.09.27)
- 2020년 《아마데우스》 - 안토니오 살리에리 역 (2020.11.17~2021.02.28)
- 2022년 《카사노바》 - 카사노바 역 (2022.07.14~2022.07.24)
- 2022년 《Beethoven's Last Word》 - 베토벤 역 (2022.09.24)

#### 뮤지컬
- 2004년 《천국과 지옥》 - 오르페오 역 (2004.03.19~2004.05.02)
- 2007년 《열평짜리 미용실》 - 이등병 / 멀티 역 (2007.10.19~2007.10.20)
- 2008년 《챝 온 러브》 - 팀장 현철 역 (2008.04.25~2008.06.01)
- 2008년 《이순신》 - 정운 장군 역 (2008.08.23~2008.08.27)
- 2010년 《이순신》 - 정운 장군 역 (2010.04.28)
- 2012년 《모비딕》 - 퀴퀘그 역 (2012.03.20~2012.04.29)
- 2012년 《젊은 베르테르의 슬픔》 - 카인즈 역 (2012.10.25~2012.12.16)
- 2012년 《젊은 베르테르의 슬픔》 - 카인즈 역 (2012.12.22~2012.12.25)
- 2013년 《지저스 크라이스트 슈퍼스타》 - 빌라도 역 (2013.04.26~2013.06.09)
- 2015년 《지저스 크라이스트 슈퍼스타》 - 빌라도 역 (2015.06.07~2015.09.13)
- 2015년 《지저스 크라이스트 슈퍼스타》 - 빌라도 역 (2015.09.18~2015.09.20)
- 2015년 《명동 로망스》 - 이중섭 역 (2015.10.20~2016.01.10)
- 2016년 《명동 로망스》 - 이중섭 역 (2016.03.22~2016.04.24)
- 2016년 《명동 로망스》 - 이중섭 역 (2016.08.27~2016.08.28)
- 2017년 《레드북》 - 로렐라이 역 (2017.01.10~2017.01.22)
- 2017년 《동창회》 (2017.06.19)
- 2018년 《레드북》 - 로렐라이 역 (2018.02.06~2018.03.30)
- 2020년 《지저스 크라이스트 슈퍼스타》 - 빌라도 역 (2020.02.28~2020.03.01)
- 2021년 《하데스타운》 - 하데스 역 (2021.09.07~2022.02.27)
- 2022년 《하데스타운》 - 하데스 역 (2022.03.11~2022.03.27)
- 2022년 《지저스 크라이스트 슈퍼스타》 - 빌라도 역 (2022.11.10~2023.01.15)

#### 무용
- 2008년 《세 번째 전환》 - 출연자 (2008.12.10~2008.12.20)
- 2009년 《순례자》 - 출연자 (2009.02.06~2009.02.08)
- 2009년 《데칼로그》 - 출연자 (2009.07.01~2009.07.05)
- 2010년 《세 번째 전환》 - 출연자 (2010.09.15~2010.09.16)
- 2010년 《SYS》 - 출연자
- 2015년 《계보학적 탐구》 - 출연자 (2015.06.23~2015.06.25)
- 2022년 《호동》 - 출연자 (2022.10.27~2022.10.29)

#### 콘서트
- 2012년 《신지호 콘서트》 - 출연자 (2012.06.16~2012.06.17)
- 2015년 《클럽 살로메》 - 출연자 (2015.05.22~2015.05.25)

## 연출

### 영화
- 2005년 《몹쓸병》 (단편 영화) - 감독

## 각본

### 영화
- 2005년 《몹쓸병》 (단편 영화) - 각본

## 제작

### 영화
- 2005년 《몹쓸병》 (단편 영화) - 감독, 각본

## 수상
- 2012년 제6회 더 뮤지컬 어워즈 남우신인상
- 2013년 제6회 대한민국 연극대상 신인연기상
- 2014년 제50회 동아연극상 유인촌 신인연기상